# IC 3202
 IC 3202 ist eine Elliptische Galaxie vom Hubble-Typ E0 im Sternbild Coma Berenices am Nordsternhimmel. Sie ist schätzungsweise 1,1 Milliarden Lichtjahre von der Milchstraße entfernt und hat einen Durchmesser von etwa 95.000 Lichtjahren.

Im selben Himmelsareal befinden sich u. a. die Galaxien IC 3200, IC 3217, IC 3241, IC 3262.
Das Objekt wurde am 23. März 1903 von Max Wolf entdeckt.